# Randolph Carpenter
William Randolph Carpenter, född 24 april 1894 i Marion i Kansas, död 26 juli 1956 i Topeka i Kansas, var en amerikansk politiker (demokrat). Han var ledamot av USA:s representanthus 1933–1937.
Carpenter efterträdde 1933 Homer Hoch som kongressledamot och efterträddes 1937 av Edward Herbert Rees.
Carpenter är begravd på Highland Cemetery i Marion i Kansas.